# 永平路 (元代)
永平路，元朝的路。
元成宗大德四年（1300年）改平滦路为永平路。治所在临川县（今河北省卢龙县）。辖境相当今河北省长城以南陡河以东。下辖卢龙县、滦州义丰县、乐亭县、昌黎县、抚宁县、迁安县等州县。明朝洪武二年（1369年）改为平滦府，洪武四年（1371年）改为永平府。